# Valdiversa
Valdiversa (acrónimo de Unión Valdiviana por la Diversidad Sexual) es una organización chilena de defensa de los derechos LGBT, enfocada principalmente en el trabajo comunitario y a nivel local en Valdivia, siendo la primera agrupación LGBT fundada en la Región de Los Ríos.

## Historia
La agrupación fue fundada el 1 de junio de 2010 por un grupo de estudiantes universitarios de Valdivia, provenientes en su mayoría de la Universidad Austral de Chile. Entre sus fundadores se encontraban Rodrigo Lepe (quien posteriormente se desempeñó como director regional del Injuv en Los Ríos) y Pedro Muñoz Leiva (elegido en 2016 como concejal de Valdivia y en 2021 como convencional constituyente).
El 23 de junio de 2012 la agrupación fue una de las organizadoras de la primera marcha LGBT realizada en Valdivia, denominada oficialmente como «Marcha de Los Paraguas de Colores por la Diversidad Sexual», que reunió a aproximadamente 200 personas en un recorrido que se inició en el Torreón del Barro y concluyó con un acto cultural en la Plaza de la República. Dicha actividad se continuó realizando en años siguientes, alcanzando en 2014 una de sus mayores convocatorias con más de 300 asistentes.
En mayo de 2013 Valdiversa fue una de las organizaciones fundadoras del Frente de la Diversidad Sexual, agrupación que reúne a distintas asociaciones LGBT de Chile con el fin de coordinar acciones en defensa de sus derechos y que inicialmente también estaba compuesta por Acción Gay, Fundación Iguales, MUMS, Todo Mejora y Organización de Transexuales por la Dignidad de la Diversidad, sumándose posteriormente Rompiendo el Silencio, Fundación Daniel Zamudio, Red de Psicólogos de la Diversidad Sexual, Somos Coquimbo y Mogaleth. La agrupación también ha denunciado casos de discriminación hacia la población LGBT en la zona de Valdivia, los cuales han quedado constatados por ejemplo en el Informe Anual de Derechos Humanos elaborado por el Movimiento de Integración y Liberación Homosexual (Movilh).
Entre otras actividades realizadas por Valdiversa han estado las gestiones para izar la bandera LGBT en oficinas públicas, como por ejemplo en la sede del Gobierno Regional de Los Ríos para la conmemoración del Día Internacional contra la Homofobia, la Transfobia y la Bifobia, una velatón organizada en la Plaza de la República el 28 de marzo de 2012 tras el fallecimiento de Daniel Zamudio, y participación en seminarios, conferencias y debates de temas sobre la población LGBT.
También realiza trabajo con la población local, cómo acompañamiento, ocasionales sociales como picnics, y apoya a la municipalidad en algunas iniciativas, ya que firmaron acuerdos de cooperación en 2021 además de realizar trabajo acádemico junto a la UACh
Tiene un comité que se enfoca en la comunidad trans,  realizando talleres y actividades con profesionales de salud, como parte del programa PAIG, entre otros,  tiene un grupo de acompañamiento, que realiza actividades para la comunidad de recreación, como paseos, y de apoyo, como el ropero trans, y el proyecto de "un poli trans para valdivia"